# Királyi Kiállítási Épület (Melbourne)
A Királyi Kiállítási Épület (Royal Exhibition Building) a Melbourne-i Carlton-kertben található, a város üzleti negyedének északkeleti szélén.

## Története
Az épület az 1880-as melbourne-i  nemzetközi kiállításra készült, Joseph Reed tervei alapján. Ő tervezte a melbourne-i városházát, illetve a Victoria Állami Könyvtár épületét is. 
Az épület egy több mint 12000 négyzetméteres nagy csarnokból és több ideiglenes bővítményből állt.
1888-ban ez volt a színhelye a centenáriumi kiállításnak, amelyet az európaiak letelepedésének századik évfordulójának szenteltek.
Az épület történetében a legfontosabb esemény Ausztrália parlamentjének első ülése volt, 1901. május 9-én. A hivatalos megnyitás után a szövetségi kormány átköltözött a parlament épületébe, míg a victoriai kormány a következő 26 évben a kiállítási épületben működött.
Az ezt követő időszakban az épületet különböző célokra használták. Ahogy elvesztette jelentőségét, a helyiek az 1940-es években kissé lenézően a fehér elefánt nevet ragasztották rá, és az 1950-es években úgy tűnt, hogy több más épülethez hasonlóan irodaháznak adja át a helyét. Az épületnek azokat a szárnyait, ahol hajdan az akvárium és a nagy bálterem volt, rendre lebontották és csak a központi rész maradt meg, illetve az 1960-1970-es években épült toldalékok. A nagy bálterem lebontása után 1979-ben a közfelháborodás megakadályozta, hogy a központi épület is hasonló sorsra jusson.
1984-ben II. Erzsébet brit királynő látogatása alkalmával a "Királyi" címet adományozta a kiállítási épületnek. Ezt követően 1985 végén az épület belsejét restaurálták. 1996-ban Victoria akkori miniszterelnöke, Jeff Kennett azt javasolta, hogy a kiállítási csarnok mellett épüljön a Melbourne-i Állami Múzeum. Az 1960-as években épült melléképületeket lebontották és 1997-1998-ban a csarnok külsejét is felújították. A Victoria Állami Munkapárt, a Melbourne-i Városi Tanács és a helyi közösség erősen ellenezte a múzeum idehelyezését. A múzeum helyszínével kapcsolatos kampány eredményeként John Brumby, akkori ellenzéki vezető, javasolta, hogy a Királyi Kiállítási Épületet jelöljék az UNESCO világörökség listájára. A tényleges jelölés csak 1999-ben következett be, amikor a Victoria Állami Munkapárt kormányzati tényezővé vált.
2004-ben a Királyi Kiállítási Csarnok, a körülötte elterülő Carlton-kerttel együtt felkerült a világörökség listájára; elsőként az ausztráliai épületek közül.

## Jelenlegi állapota
Az épületet jelenleg is rendszeresen használják kiállítások helyszíneként, például itt szokták megrendezni a melbourne-i Nemzetközi Virág- és Kerti Show-t. Ezenkívül itt van a Melbourne-i Egyetem és több más oktatási intézet vizsgáinak a helyszíne is.

## Külső hivatkozások
- Királyi Kiállítási Épület az UNESCO világörökség honlapján (angolul)